# Джак Паланс
Джак Паланс (на английски: Jack Palance) (18 февруари 1919 г. – 10 ноември 2006 г.) е американски актьор. Има над 50-годишна кариера, през която е номиниран три пъти за Оскар за най-добра поддържаща мъжка роля, от които печели веднъж през 1991 г. за ролята си във филма „Градски тарикати“. 

## Избрана филмография
| Година | Филм                 | Оригинално заглавие    | Роля                  | Режисьор           |
| ------ | -------------------- | ---------------------- | --------------------- | ------------------ |
| 1953   | Шейн                 | Shane                  | Джак Уилсън           | Джордж Стивънс     |
| 1953   | Презрението          | Le Mépris              | Джереми Прокош        | Жан-Люк Годар      |
| 1959   | Отвъд всички граници | Flor de mayo           | Джим Гетсби           | Роберто Гавалдон   |
| 1961   | Страшният съд        | Il giudizio universale | Господин Матеоне      | Виторио Де Сика    |
| 1966   | Професионалистите    | The Professionals      | Исус Раза             | Ричард Брукс       |
| 1969   | Че!                  | Che!                   | Фидел Кастро          | Ричард Флайшър     |
| 1972   | Земята на Чато       | Chato's Land           | Капитан Куинси Уитмор | Майкъл Уинър       |
| 1989   | Танго и Кеш          | Tango & Cash           | Ив Перет              | Андрей Кончаловски |
| 1989   | Батман               | Batman                 | Карл Грисъм           | Тим Бъртън         |